# نصوح النكدلي
نصوح النكدلي لاعب كرة قدم سوري من مواليد حمص، لعب مع نادي مسيمير، بدأ مع ناشئي الكرامة ثم تم ترفيعه مباشرة إلى فئة الرجال موسم 2009-2010. ويلعب الآن مع نادي الكرامة السوري.

## روابط خارجية
- نصوح النكدلي على موقع ناشيونال فوتبول تيمز (الإنجليزية)
- نصوح النكدلي على موقع كووورة